# C cédille culbuté
Cette page contient des caractères spéciaux ou non latins. S’ils s’affichent mal (▯, ?, etc.), consultez la page d’aide Unicode.
Ç (minuscule : ç), appelé C cédille culbuté, est une lettre latine additionnelle qui était utilisée dans l’écriture de certaines langues siouanes, principalement par James Owen Dorsey au XIXe siècle.
Il s’agit de la lettre Ç culbutée, c’est-à-dire tournée à 180 degrés.

## Utilisation
James Owen Dorsey utilisait le ç culbuté ‹ ç › dans ses travaux publiés pour transcrire une consonne fricative dentale qu’il décrit alors comme sonant-surd [voisée-sourde], utilisée dans certaines langues siouanes comme les langues dhegiha, le chiwere, ou le winnebago.

## Représentations informatiques
Le C culbuté peut être représenté avec les caractères Unicode suivants :
- capitale : n’a pas été codé
- minuscule : n’a pas été codé

Dans certaines polices de caractères, la cédille a une forme similaire à la virgule souscrite ou à un accent aigu souscrit, le C culbuté peut alors ressembler au o ouvert virgule culbutée suscrite ‹ Ɔ̒ ↄ̒ › ou o ouvert accent aigu ‹ Ɔ́ ɔ́ ›.